# Richard Domba
Richard Domba Mady (ur. 10 stycznia 1953 w Aba, zm. 3 lipca 2021 w Kinszasie) – kongijski duchowny rzymskokatolicki, w latach 1994–2021 biskup Doruma-Dungu.